# Туомас Саукконен
Ту́омас Са́укконен (фін. Tuomas Saukkonen; 18 березня 1980) — фінський музикант, засновник та єдиний постійний учасник гурту Before the Dawn, де виконує функції вокаліста та гітариста. Крім того Туомас грає на барабанах у власному проекті Black Sun Aeon, а також працює над проектами The Final Harvest, Teargod та Dawn of Solace. В лютому 2011 Туомас Саукконен отримав Finnish Metal Award в категорії «Найкращий інструменталіст».

## Дискографія

### Before The Dawn
- My Darkness (2003)
- 4:17 am (2004)
- The Ghost (2006)
- Deadlight (2007)

- Soundscape of Silence (2008)
- Deathstar Rising (2011)
- Rise of the Phoenix (2012)
- Stormbringers (2023)
- Archaic Flame (2024) (EP)

Bonegrinder
- No More Wasting Time (2004) (EP)

### Black Sun Aeon
- Dirty Black Summer (2008) (split)
- Darkness Walks Beside Me (2009)
- Routa (2010)
- Blacklight Deliverance (2011)

### The Final Harvest
- The End (2008)

### Dawn Of Solace
- The Darkness (2006)

### RoutaSielu
- Pimeys (2011)

### Wolfheart
- Winterborn (2013)
- Shadow World (2015)
- Tyhjyys (2017)
- Constellation of the Black Light (2018)
- Wolves of Karelia (2020)
- King of the North (2022)
- Draconian Darkness (2024)